# Copa de China de fútbol 2017
La Yanjing Beer Copa FA 2017 (en chino: 燕京啤酒2017中国足球协会杯) es la 19.ª edición de la Copa FA de China. El campeón defensor es el Guangzhou Evergrande Taobao.

## Cronograma
| Ronda                         | Fecha                                                                        | Clubes remanntes | Clubes envueltos | Ganadores de la ronda anterior | Ingresos nuevos en esta ronda | Nota de nuevas entradas                  |
| ----------------------------- | ---------------------------------------------------------------------------- | ---------------- | ---------------- | ------------------------------ | ----------------------------- | ---------------------------------------- |
| Primera ronda de calificación | 12 de noviembre de 2016 - 20 de noviembre de 2016                            | 76               | 12               | none                           | 12                            |                                          |
| Segunda ronda de calificación | 31 de diciemreb de 2016 - 2 de enero de 2017                                 | 71               | 15               | 7                              | 8                             |                                          |
| Primera ronda                 | 18-19 de marzo 25-26 de marzo                                                | 64               | 32               | 8                              | 24                            | 24 equipos de la Liga Dos de China 2017  |
| Segunda ronda                 | 18-20 de abril                                                               | 48               | 32               | 16                             | 16                            | 16 equipos de la Primera Liga China 2017 |
| Tercera ronda                 | 2-3 de mayo                                                                  | 32               | 32               | 16                             | 16                            | 16 equipos Superliga de China 2017       |
| Cuarta ronda                  | 20-22 de junio                                                               | 16               | 16               | 16                             | none                          |                                          |
| Quinta ronda                  | 18-20 de julio 1-3 de agosto                                                 | 8                | 8                | 8                              | none                          |                                          |
| Semifinales                   | 15-17 de agosto 19-21 de septiembre o 29-30 de septiembre                    | 4                | 4                | 4                              | none                          |                                          |
| Final                         | 18-19 de noviembre o 2-3 de diciembre 25-26 de noviembre o 9-10 de diciembre | 2                | 2                | 2                              | none                          |                                          |

Fuente:

## Decisión de ventaja de localía
According to Chinese FA Cup Procedure, in each round, home team advantages are decided as follows.
| Ronda         | Reglas |
| ------------- | --- |
| Primera ronda | Acorde al sorte. |
| Segunda ronda | El equipo más bajo en el nivel de ligas en la temporada 2017 decide donde se jugará el partido. |
| Tercera ronda | El equipo más bajo en el nivel de ligas en la temporada 2017 decide donde se jugará el partido. |
| Cuarta ronda  | Equipos de diferentes nivelesː el equipo más bajo en el nivel de ligas en la temporada 2017 decide donde se jugará el partido. Equipos en el mismo nivelː el equipo ranqueado más alto en la temporada 2016 decide donde se jugará el partido. |
| Quinta ronda  | Equipos de diferentes niveles: El equipo de más alto nivel en la temporada 2017 será local en el primer encuentro. Equipos del mismo nivel: el equipo ranqueado más bajo en la temporada 2016 será local en el primer encuentro.               |
| Semifinales   | Equipos de diferentes niveles: El equipo de más alto nivel en la temporada 2017 será local en el primer encuentro. Equipos del mismo nivel: el equipo ranqueado más bajo en la temporada 2016 será local en el primer encuentro.               |
| Final         | Equipos de diferentes niveles: El equipo de más alto nivel en la temporada 2017 será local en el primer encuentro. Equipos del mismo nivel: el equipo ranqueado más bajo en la temporada 2016 será local en el primer encuentro.               |

## Ronda de calificación

### Ronda de calificación 1
| Local                    | Resultado   | Visitante                  | Estadio                                                 | Fecha                   |
| ------------------------ | ----------- | -------------------------- | ------------------------------------------------------- | ----------------------- |
| Nanjing Zenith (A)       | 0-1         | Heilongjiang Tianfeng (A)  | Jiangning Sports Center, Nanjing                        | 12 de noviembre de 2016 |
| Hebei Ronghaihang (A)    | 1-3         | Shenyang City Gongyong (A) | Hebei Institute of Communications Stadium, Shijiazhuang | 13 de noviembre de 2016 |
| Chongqing High Wave (A)  | (0) 0-0 (2) | Liuzhou Ranko (A)          | Hebei Institute of Communications Stadium, Shijiazhuang | 19 de noviembre de 2016 |
| Qiannan Nan'ao (A)       | 1-2         | Hangzhou Ange (A)          | Weng'an County National Fitness Center, Qiannan         | 19 de noviembre de 2016 |
| Hubei Huachuang (A)      | 3-0         | Wuhan Liangjianghui (A)    |                                                         | 20 de noviembre de 2016 |
| Tianjin Kunshengsong (A) | w/o         | Rizhao Yuqi (A)            |                                                         | 20 de noviembre de 2016 |

### Segunda ronda de calificación

#### Grupo A
| Team                  | Pld | W | D | L | GF | GA | GD | Pts |
| --------------------- | --- | - | - | - | -- | -- | -- | --- |
| Liuzhou Ranko         | 3   | 2 | 1 | 0 | 7  | 3  | +4 | 7   |
| Heilongjiang Tianfeng | 3   | 1 | 2 | 0 | 3  | 1  | +2 | 5   |
| Zhejiang Dacheng      | 3   | 0 | 2 | 1 | 3  | 6  | -3 | 2   |
| Rizhao Yuqi           | 3   | 0 | 1 | 2 | 5  | 8  | -3 | 1   |

#### Grupo B
| Team                | Pld | W | D | L | GF | GA | GD | Pts |
| ------------------- | --- | - | - | - | -- | -- | -- | --- |
| Dalian Tongshun     | 3   | 2 | 1 | 0 | 8  | 3  | +5 | 7   |
| Zhaoqing Hengtai RE | 3   | 2 | 1 | 0 | 8  | 4  | +4 | 7   |
| Hubei Huachuang     | 3   | 1 | 0 | 2 | 6  | 10 | -4 | 3   |
| Chongqing High Wave | 3   | 0 | 0 | 3 | 6  | 11 | -5 | 0   |

#### Grupo C
| Team                                 | Pld | W | D | L | GF | GA | GD | Pts |
| ------------------------------------ | --- | - | - | - | -- | -- | -- | --- |
| Qingdao Kunpeng                      | 2   | 2 | 0 | 0 | 2  | 0  | +2 | 6   |
| [hanghai Jiading City Development FC | 2   | 1 | 0 | 1 | 2  | 1  | +1 | 3   |
| Shenyang City Gongyong               | 2   | 0 | 0 | 2 | 0  | 3  | -3 | 0   |

#### Grupo D
| Team               | Pld | W | D | L | GF | GA | GD | Pts |
| ------------------ | --- | - | - | - | -- | -- | -- | --- |
| Wuhan Chufeng Heli | 3   | 3 | 0 | 0 | 12 | 4  | +8 | 9   |
| Hangzhou Ange      | 3   | 2 | 0 | 1 | 5  | 4  | +1 | 6   |
| Zunyi HNA Huaijiu  | 3   | 1 | 0 | 2 | 1  | 7  | -6 | 3   |
| Dalian Tornado     | 3   | 0 | 0 | 3 | 1  | 4  | -3 | 0   |

## Primera ronda
| Local                                    | Resultado | Visitante                                | Estadio                                                    | Fecha               |
| ---------------------------------------- | --------- | ---------------------------------------- | ---------------------------------------------------------- | ------------------- |
| Shanghai JuJu Sports (3)                 | (2)0-0(3) | Jiangxi Liansheng (3)                    | Base de fútbol de Kangqiao, Shanghái                       | 18 de marzo de 2017 |
| Zhaoqing Hengtai RE (A)                  | 1-2       | Nantong Zhiyun FC (3)                    | Estadio del Pueblo de la Provincia de Guangdong, Guangzhou | 18 de marzo de 2017 |
| Jiangsu Yancheng Dingli FC (3)           | 3-1       | Hangzhou Ange (A)                        | Dafeng Olympic Sports Centre, Yancheng                     | 18 de marzo de 2017 |
| Liuzhou Ranko (A)                        | (2)1-1(4) | Shanghai Jiading City Development FC (A) | Liuzhou Sports Centre, Liuzhou                             | 18 de marzo de 2017 |
| Heilongjiang Lava Spring FC (3)          | (5)2-2(4) | Qingdao Kunpeng (A)                      | Estadio Central Deportivo Gaoming, Foshan                  | 19 de marzo de 2017 |
| Heilongjiang Tianfeng Petrochemistry (A) | 0-1       | Shaanxi Changan Athletic FC (3)          | Daqing Olympic Center Stadium, Daqing                      | 25 de marzo de 2017 |
| Yinchuan Helanshan FC (3)                | 2-1       | Shenyang Urban FC (3)                    | Helan Mountain Stadium, Yinchuan                           | 25 de marzo de 2017 |
| Shanghai Sunfun FC (3)                   | (5)2-2(3) | Hainan Boying FC (3)                     | Chemical Industry Park Stadium, Shanghái                   | 25 de marzo de 2017 |
| Zhenjiang Huasa FC (3)                   | 0-2       | Hebei Elite FC (3)                       | Zhenjiang Sports and Exhibition Center, Zhenjiang          | 25 de marzo de 2017 |
| Beijing Institute of Technology FC (3)   | 0-2       | Qingdao Jonoon FC (3)                    | Liangxiang Sports Centre, Beijing                          | 25 de marzo de 2017 |
| Wuhan Chufeng Heli (A)                   | 0-2       | Dalian Boyoung FC (3)                    | Tazi Lake Sports Centre, Wuhan                             | 25 de marzo de 2017 |
| Suzhou Dongwu FC (3)                     | 1-0       | Sichuan Longfor FC (3)                   | Suzhou Sports Center, Suzhou                               | 25 de marzo de 2017 |
| Chengdu Qianbao FC (3)                   | 2-0       | Baotou Nanjiao FC (3)                    | Shuangliu Sports Centre Stadium, Chengdu                   | 25 de marzo de 2017 |
| Shenzhen Ledman FC (3)                   | 2-0       | Shenyang Dongjin FC (3)                  | Bao'an Stadium, Shenzhen                                   | 25 de marzo de 2017 |
| Meizhou Meixian Techand FC (3)           | (4)3-3(3) | Hunan Billows FC (3)                     | Meixian Tsang Hin-chi Stadium, Meizhou                     | 25 de marzo de 2017 |
| Dalian Tongshun (A)                      | (3)1-1(4) | Jilin Baijia FC (3)                      | Jinzhou Stadium, Dalian                                    |                     |

## Segunda ronda
| Local                                    | Resultado | Visitante                     | Estadio                                                  | Fecha               |
| ---------------------------------------- | --------- | ----------------------------- | -------------------------------------------------------- | ------------------- |
| Heilongjiang Lava Spring (3)             | 1-0       | Baoding Yingli Yitong (2)     | Shenyang Urban Construction University Stadium, Shenyang | 18 de abril de 2017 |
| Shanghai Sunfun FC (3)                   | 2-0       | Xinjiang Tianshan Leopard (2) | Chemical Industry Park Stadium, Shanghái                 | 19 de abril de 2017 |
| Jiangxi Liansheng FC (3)                 | 1-0       | Beijing Enterprises (2)       | Estadio Jiujiang, Jiujiang                               | 19 de abril de 2017 |
| Hebei Elite FC (3)                       | 0-2       | Nei Mongol Zhongyou (2)       | Qinhuangdao China Football School Field 4, Qinhuangdao   | 19 de abril de 2017 |
| Qingdao Jonoon FC (3)                    | 1-2       | Shenzhen FC (2)               | Qingdao Tiantai Stadium, Qingdao                         | 19 de abril de 2017 |
| Yinchuan Helanshan FC (3)                | 0-1       | Shijiazhuang Ever Bright (2)  | Helan Mountain Stadium, Yinchuan                         | 19 de abril de 2017 |
| Zhejiang Yiteng (2)                      | (4)1-1(5) | Jilin Baijia FC (3)           | Shaoxing China Textile City Sports Center, Shaoxing      | 19 de abril de 2017 |
| Dalian Boyoung FC (3)                    | 2-3       | Yunnan Lijiang (2)            | Estadio Jinzhou, Dalian                                  | 19 de abril de 2017 |
| Chengdu Qianbao FC (3)                   | 1-3       | Beijing Renhe (2)             | Shuangliu Sports Centre Stadium, Chengdu                 | 19 de abril de 2017 |
| Shenzhen Ledman FC (3)                   | 0-1       | Hangzhou Greentown (2)        | Estadio Bao'an, Shenzhen                                 | 19 de abril de 2017 |
| Shaanxi Changan Athleti FC (3)           | 0-1       | Qingdao Huanghai (2)          | Estadio Provincial Shaanxi, Xi'an                        | 19 de abril de 2017 |
| Suzhou Dongwu FC (3)                     | 2-0       | Meizhou Hakka (2)             | Estadio Kunshan, Kunshan                                 | 19 de abril de 2017 |
| Nantong Zhiyun FC (3)                    | 1-2       | Shanghai Shenxin (2)          | Rudong Olympic Sports Center, Nantong                    | 19 de abril de 2017 |
| Jiangsu Yancheng Dingli FC (3)           | (4)0-0(5) | Dalian Yifang (2)             | Yancheng Dafeng Olympic Sports Centre, Yancheng          | 20 de abril de 2017 |
| Meizhou Meixian Techand FC (3)           | 4-1       | Dalian Transcendence (2)      | Meixian Tsang Hin-chi Stadium, Meizhou                   | 20 de abril de 2017 |
| Shanghai Jiading City Development FC (3) | 2-0       | Wuhan Zall (2)                | Jiading Stadium, Shanghái                                | 20 de abril de 2017 |

## Tercera ronda
| Local                                    | Resultado | Visitante                       | Estadio                                                           | Fecha             |
| ---------------------------------------- | --------- | ------------------------------- | ----------------------------------------------------------------- | ----------------- |
| Jilin Baijia FC (3)                      | 1-4       | Shandong Luneng Taishan (1)     | Development Area Stadium, Changchun                               | 2 de mayo de 2017 |
| Yunnan Lijiang (2)                       | 0-3       | Shanghai Greenland Shenhua (1)  | Lijiang Sports Development Centre Stadium, Lijiang                | 2 de mayo de 2017 |
| Meizhou Meixian Techand FC (3)           | 1-2       | Guangzhou Evergrande Taobao (1) | Meixian Tsang Hin-chi Stadium, Meizhou                            | 2 de mayo de 2017 |
| Shenzhen FC (2)                          | 0-2       | Hebei China Fortune (1)         | Estadio Shenzhen, Shenzhen                                        | 2 de mayo de 2017 |
| Suzhou Dongwu FC (3)                     | (3)1–1(2) | Yanbian Funde (1)               | Estadio Kunshan, Kunshan                                          | 2 de mayo de 2017 |
| Jiangxi Liansheng FC (3)                 | 0-1       | Jiangsu Suning (1)              | Estadio Jiujiang, Jiujiang                                        | 2 de mayo de 2017 |
| Hangzhou Greentown (2)                   | 4-3       | Liaoning F.C. (1)               | Yellow Dragon Sports Center, Hangzhou                             | 2 de mayo de 2017 |
| Nei Mongol Zhongyou (2)                  | 2-1       | Changchun Yatai (1)             | Hohhot City Stadium, Hohhot                                       | 2 de mayo de 2017 |
| Qingdao Huanghai (2)                     | 1-4       | Guangzhou R&F (1)               | Qingdao Guoxin Stadium, Qingdao                                   | 2 de mayo de 2017 |
| Shanghai Jiading City Development FC (A) | 0-2       | Tianjin Teda (1)                | Jiading Stadium, Shanghái                                         | 2 de mayo de 2017 |
| Shanghai Sunfun FC (3)                   | 1-5       | Henan Jianye (1)                | Chemical Industry Park Stadium, Shanghái                          | 2 de mayo de 2017 |
| Heilongjiang Lava Spring FC (3)          | 1-0       | Chongqing Dangdai Lifan (1)     | Centro Internacional de Deportes y Convenciones de Harbin, Harbin | 3 de mayo de 2017 |
| Beijing Renhe (2)                        | 0-5       | Beijing Sinobo Guoan (1)        | Beijing Fengtai Stadium, Beijing                                  | 3 de mayo de 2017 |
| Dalian Yifang (2)                        | 0-2       | Tianjin Quanjian (1)            | Dalian Sports Center Stadium, Dalian                              |                   |
| Shanghai Shenxin (2)                     | 5-3       | Guizhou Hengfeng Zhicheng (1)   | Jinshan Sports Centre, Shanghái                                   |                   |
| Shijiazhuang Ever Bright (2)             | 0-2       | Shanghai SIPG (1)               | Yutong International Sports Center, Shijiazhuang                  |                   |

## Quinta ronda
| Local                           | Resultado | Visitante                   | Estadio | Fecha |
| ------------------------------- | --------- | --------------------------- | ------- | ----- |
| Tianjin Teda (1)                | -         | Shandong Luneng Taishan (1) |         |       |
| Shanghai Greenland Shenhua (1)  | -         | Beijing Sinobo Guoan (1)    |         |       |
| Jiangsu Suning (1)              | -         | Henan Jianye (1)            |         |       |
| Hangzhou Greentown (2)          | -         | Shanghai Shenxin (2)        |         |       |
| Nei Mongol Zhongyou (2)         | -         | Guangzhou R&F (1)           |         |       |
| Guangzhou Evergrande Taobao (1) | -         | Hebei China Fortune (1)     |         |       |
| Suzhou Dongwu (3)               | -         | Shanghai SIPG (1)           |         |       |
| Heilongjiang Lava Spring (3)    | -         | Tianjin Quanjian (1)        |         |       |